# إد فرنسيس
إد فرنسيس (بالإنجليزية: Ed Francis)‏ هو مصارع محترف أمريكي، ولد في 11 يونيو 1926 في شيكاغو في الولايات المتحدة، وتوفي في 18 نوفمبر 2016 في أوفرلاند بارك في الولايات المتحدة.

## روابط خارجية
- إد فرنسيس على موقع CageMatch worker (الإنجليزية)
- إد فرنسيس على موقع قاعدة بيانات المصارعة على الإنترنت (الإنجليزية)